# Рауль Белен
Рауль Белен (ісп. Raúl Belén, 1 липня 1931, Санта-Фе — 22 серпня 2010, Росаріо) — аргентинський футболіст, що грав на позиції нападника за клуби «Ньюеллс Олд Бойз» та «Расинг» (Авельянеда), а також національну збірну Аргентини.
Дворазовий чемпіон Аргентини. У складі збірної — переможець чемпіонату Південної Америки. 

## Клубна кар'єра
У дорослому футболі дебютував 1951 року виступами за команду «Ньюеллс Олд Бойз», в якій провів п'ять сезонів, взявши участь у 76 матчах чемпіонату. 
Своєю грою за цю команду привернув увагу представників тренерського штабу клубу «Расинг» (Авельянеда), до складу якого приєднався 1957 року. Відіграв за команду з Авельянеди наступні сім сезонів своєї ігрової кар'єри. Більшість часу, проведеного у складі «Расинга», був основним гравцем атакувальної ланки команди. Двічі, у 1958 і 1961 роках, ставав чемпіоном Аргентини.
Завершив ігрову кар'єру у команді «Ньюеллс Олд Бойз», до якого повернувся 1965 року і кольори якого захищав до припинення виступів на професійному рівні у 1966.

## Виступи за збірну
1959 року дебютував в офіційних матчах у складі національної збірної Аргентини. Того ж року був учасником двох чемпіонатів Південної Америки, причому на домашній першості став у складі аргентинської збірної континентальним чемпіоном, а на турнірі, що проходив в Еквадорі, здобув срібні нагороди.
1962 року був учасником тогорічного чемпіонату світу в Чилі, де взяв участь у двох з трьох матчів групового етапу, який аргентинцям подолати не вдалося.
Загалом протягом кар'єри у національній команді, яка тривала 5 років, провів у її формі 31 матч, забивши 9 голів.
Помер 22 серпня 2010 року на 80-му році життя у місті Росаріо.

## Титули і досягнення
- Чемпіон Аргентини (2):

«Расинг» (Авельянеда): 1958, 1961
- Переможець чемпіонату Південної Америки: 1959 (Аргентина)
- Срібний призер Чемпіонату Південної Америки: 1959 (Еквадор)
- Переможець Панамериканського чемпіонату: 1960